# Neohoratia minuta
Neohoratia minuta es una especie de molusco gasterópodo de la familia Hydrobiidae en el orden de los Mesogastropoda.

## Distribución geográfica
Es endémica de Suiza. 